# Páll Patursson
Páll Patursson (1894 i Kirkjubøur - 1967 i Tórshavn) var en færøsk kongsbonde, agronom og forfatter, der tilhørte 14. generation af slægten Patursson.
Han var ældste søn af politikeren Jóannes Patursson og islændingen Guðny Eiriksdóttir, og tog over som kongsbonde på Kirkjubøargarður efter sin far. Han gjorde på mange måder det historiske miljø på gården levende, og tog gæstfrit imod tilrejsende. Patursson var uddannet agronom fra Stend jordbrugsskole i Norge fra 1916.
Patursson skrev flere litterære værker med historisk indhold, med dramaet "Sverri kongur" (1954) om den norske konge Sverre Sigurdsson som det mest kendte.
I 1966 blev han ridder af St. Olavs Orden.